# Yann Daniélou
Yann Daniélou, né le 10 avril 1966 à Paris, est un footballeur français, professionnel de 1986 à 1999, devenu entraîneur et encadrant. 
Formé au Brest Armorique, il effectue l'essentiel de sa carrière de joueur en deuxième division. De 2022 à décembre 2024, il est le directeur du centre de formation de l'Olympique de Marseille.

## Biographie

### Carrière de joueur
« Né à Paris par accident » mais originaire de Roscoff, Yann Daniélou commence le football aux Paotred Rosko Roscoff puis au Stade léonard Kreisker, avant de terminer sa formation au Brest Armorique FC. Il joue quelques matches en première division et participe à la remontée du club en D1 en 1989.
Il poursuit sa carrière dans d'autres clubs du Grand Ouest (Guingamp, Tours et Laval), avant de partir pour Perpignan, et de jouer deux dernières saisons au haut niveau chez les Crocos de Nîmes.
Il termine sa carrière sur l'île de La Réunion, où il est entraîneur-joueur de l'AS Marsouins, qui remporte le championnat local en 2000. En octobre 2000 il est l'auteur du but qui permet à son équipe de remporter la finale de la Coupe régionale de France, et d'ainsi se qualifier pour le septième tour de la Coupe de France, disputé en métropole et perdu face au FC Dieppe (2-5).

### Reconversion
Yann Daniélou est titulaire d'un DESJEPS mention football, qui permet d'entraîner une équipe de niveau N2 ou N3, ou une équipe jeune dans un centre de formation. Lors de la saison 2004-2005 il prépare à Clairefontaine le certificat de formateur, qui permet de diriger un centre de formation professionnel, mais n'obtient pas le diplôme.
De 2003 à 2008 il est directeur du centre de formation du Stade brestois, nouvellement créé, et entraîne en parallèle l'équipe réserve pendant une saison.
En juin 2008, il rejoint l'encadrement de l'Amiens SC, où il entraîne l'équipe réserve.
Il est de 2013 à 2015 entraîneur adjoint au club de l'AC Ajaccio. Il était auparavant entraîneur des U19 du club saoudien d'Al-Shabab avec qui il remporte le championnat en 2012.
De 2015 à 2022 il est directeur technique ou entraîneur adjoint de clubs étrangers.
De juillet 2022 à décembre 2024, il succède à Nasser Larguet comme directeur du centre de formation de l'Olympique de Marseille, et entraîne en parallèle l'équipe réserve, qui évolue en N3,.